# Kathryn (Dakota del Nord)
Kathryn è un centro abitato (city) degli Stati Uniti, situato nella Contea di Barnes nello Stato del Dakota del Nord. Nel censimento del 2000 la popolazione era di 63 abitanti. La città è stata fondata nel 1900.

## Geografia fisica
Secondo i rilevamenti dell'United States Census Bureau, la località di Kathryn si estende su una superficie di 1,50 km², tutti occupati da terre.

## Popolazione
Secondo il censimento del 2000, a Kathryn vivevano 63 persone, ed erano presenti 18 gruppi familiari. La densità di popolazione era di 41 ab./km². Nel territorio comunale si trovavano 43 unità edificate. Per quanto riguarda la composizione etnica degli abitanti, il 100% era bianco.
Per quanto riguarda la suddivisione della popolazione in fasce d'età, il 14,3% era al di sotto dei 18, il 3,2% fra i 18 e i 24, il 28,6% fra i 25 e i 44, il 22,2% fra i 45 e i 64, mentre infine il 31,7% era al di sopra dei 65 anni di età. L'età media della popolazione era di 48 anni. Per ogni 100 donne residenti vivevano 117,2 maschi.